# Bardallur
Bardallur ist eine Ortschaft und eine Gemeinde (municipio) mit insgesamt 228 Einwohnern (Stand: 2024) im Norden der Provinz Saragossa in der Autonomen Region Aragonien im Nordosten Spaniens.

## Lage und Klima
Bardallur liegt etwa 30 Kilometer westnordwestlich der Provinzhauptstadt Saragossa in einer Höhe von ca. 275 m am Río Jalón. 
Das Klima ist gemäßigt bis warm; der eher spärliche Regen (ca. 399 mm/Jahr) fällt übers Jahr verteilt.

## Bevölkerungsentwicklung
| Jahr      | 1970 | 1981 | 1991 | 2001 | 2011 | 2021 |
| Einwohner | 534  | 413  | 333  | 293  | 328  | 254  |

## Sehenswürdigkeiten
- Maria-von-den-Engeln-Kirche (Iglesia de Nuestra Señora de los Ángeles) von 1770
- Kapelle San Bartolomé aus dem 12. Jahrhundert
- Reste der mittelalterlichen Burg von Turbena aus dem 12. Jahrhundert

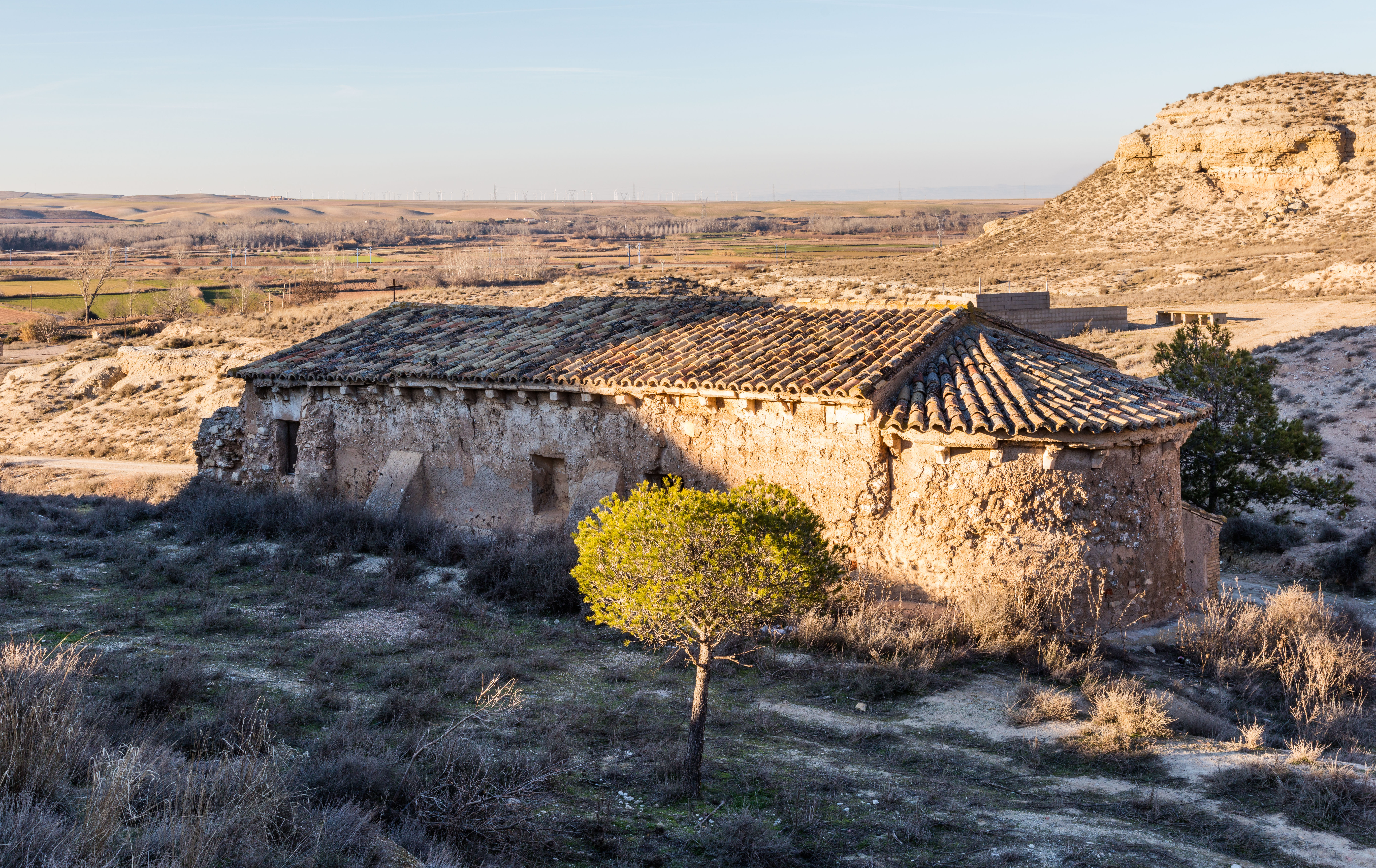
Kapelle San Bartolomé
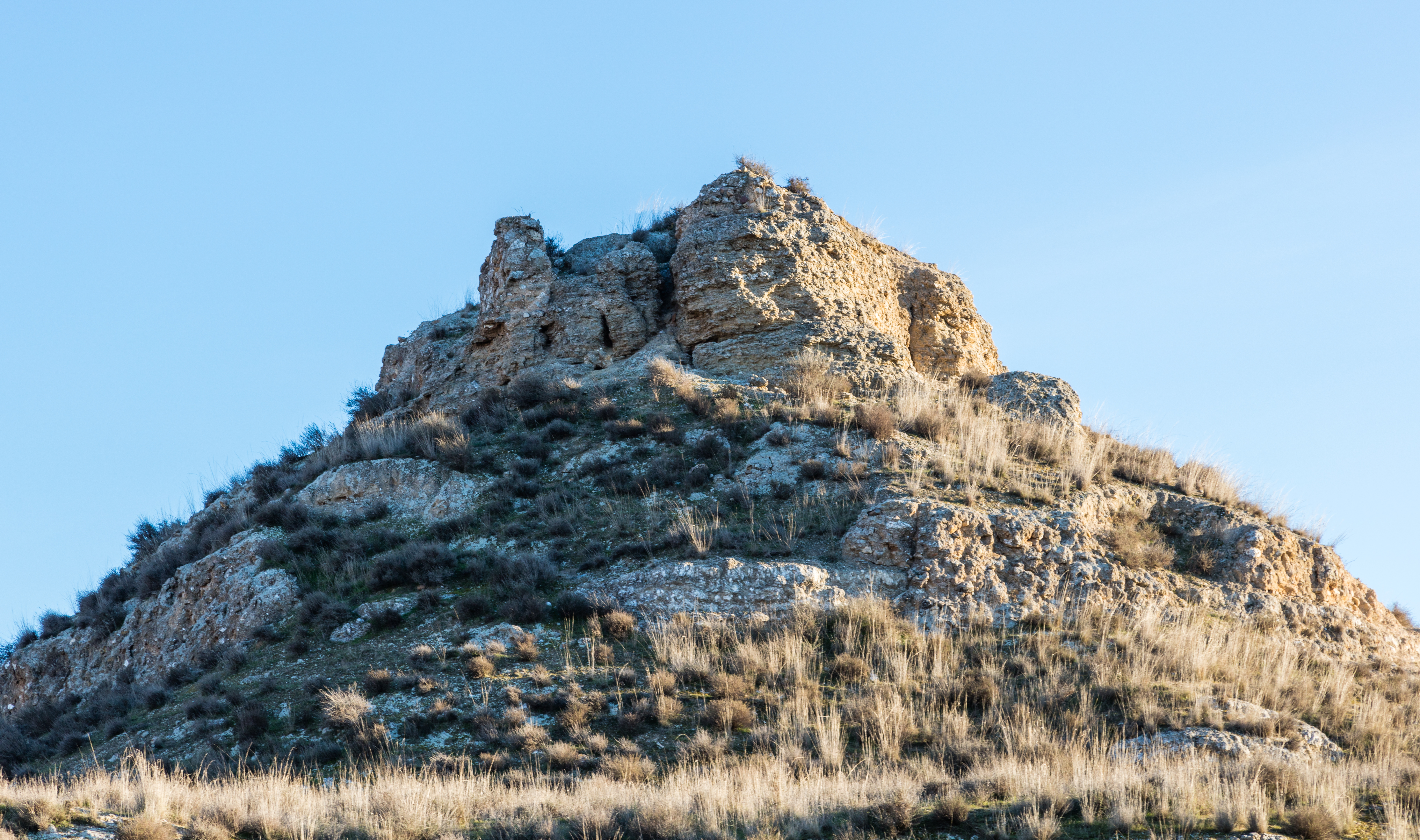
Burgruine Turbena